# クリストフォロ・カレザーナ
クリストフォロ・カレザーナ（Cristoforo Caresana, 1640年頃 - 1709年）は、イタリアの作曲家、オルガニスト、テノール歌手。オペラの分野において初期ナポリ楽派を代表する人物だった。名はクリストファロ (Cristofaro) とも。

## 生涯
カレザーナはヴェネツィアに生まれたが、正確な生地は未詳である。ヴェネツィアでピエトロ・アンドレア・ツィアーニ（マルカントニオ・ツィアーニのおじ）の薫陶を受け、10代の終わりにさしかかるとナポリへと赴き、初期のメロドラマの上演を行っていたフェビ・アルモニーチ（Febi Armonici）の劇場会社に加わった。その後、1667年にチャペル・ロイヤルのオルガニスト兼歌手となった彼は、ナポリ有数の孤児院音楽院であったサントノフリオ・ア・ポルタ・カプアーナ音楽院の院長に就任、1690年までこの役職に留まった。1699年にはフランチェスコ・プロヴェンツァーレの後任として、サン・ジェナーロ財務省の主任に就任する。カレザーナは1709年にナポリで没するまで、他の多くのナポリの団体に作品を作曲した。彼の門下からは彼の下で音楽理論を学んだスペインのギタリスト、作曲家のガスパル・サンスなどが輩出している。
カレザーナの作品で記憶されるのはカンタータ、とりわけキリスト降誕祭の時期のための作品や、ときに離れた位置に置かれたアンサンブルを用いた器楽のための間奏曲である。彼の音楽は今日に至るまで演奏、録音され続けており、このナポリのバロック音楽作曲家の才能を証明している。

## 主要作品
- Missa defunctorum for double choir.[1]

## 主要録音
- L’Adoratione de’ Maggi Christmas cantata for 6 voices (1676) with La Veglia Christmas cantata for 6 voices (1674), Demonio, Angelo e Tre Pastori cantata for 5 voices (1676), Partenope Leggiadra – secular cantata (1703). Cappella della Pietà de' Turchini dir. Florio, Glossa 2010.